# Валаоритис, Аристотелис
Аристотелис Валаоритис (греч.  Αριστοτέλης Βαλαωρίτης; 1824, Лефкас, — 1879, там же) — греческий эпический поэт и переводчик XIX века. Один из самых видных поэтов Семиостровной школы греческой поэзии. Ещё при жизни именовался национальным поэтом.

## Биография
Аристотелис Валаоритис родился на острове Лефкас в 1824 году, в семье богатого предпринимателя и сенатора Ионической республики, Иоанниса Валаоритиса, родом из Эпира и Анастасии Типалду Форести.
Поэт вырос на прилегающем к Лефкаде островке Мадури.
Островок был и остаётся собственностью семьи Валаоритисов. На нём по сегодняшний день сохраняется особняк, в котором вырос поэт, а также семейная церковь.
Начальное образование получил в Лицее Лефкады (1830—1837), продолжил образование в Ионической Академии на острове Керкира (1838—1841).
В период 1841—1842 совершил свои первые поездки в Италию и свободное Греческое королевство.
Продолжил учёбу в Женеве (где получил диплом бакалавра искусств и наук), в Париже (юриспруденция) и в Пизе, где получил звание доктора юриспруденции. Одновременно он изучал немецкую философию.
В 1846 году заболел тифом и вернулся на родину.
В 1847 году на Керкире он издал свой первый поэтический сборник «Стихотворения» (Στιχουργήματα).
Последовал период путешествий по Италии, с акцентом на Венецию. В Италии Валаоритис принял участие в студенческом движении и познакомился с Элоизой, дочью венецианского учёного Эмилия Типалдоса, на которой женился в 1852 году. В браке с Элоизой у него родились 3 дочери (Мария, умерла в 1855 году младенцем, вторая дочь, также Мария, умерла в 1866 году и Наталия, умерла в 1875 году в Венеции) и двое сыновей, Нанос и Эмилиос.
После своей свадьбы Валаоритис путешествовал по западной Европе в течение года. Вернувшись на Лефкаду? стал поддерживать людьми и деньгами греческое революционное движение в османском Эпире. Эти действия вызвали недовольство британского наместника на Ионических островах, и Валаоритис был вынужден вновь уехать в Италию.
В 1856 году один за другим умерли отец и мать Валаоритиса. Валаоритис вернулся на Ионические острова и в 1857 году издал свой второй поэтический сборник, под заголовком «Мемориалы» (Μνημόσυνα)", за который получил от греческого короля Оттона Золотой Крест Спасителя. В том же году он был избран депутатом от Лефкады в парламент Ионической республики и оставался на этом посту до 1864 года.
В 1864 году он посетил Афины вместе с председателем парламента Ионических островов. Вместе с другими видными политиками Валаоритис принял участие в составлении текста декларации о воссоединении Ионических островов с Грецией. Его первые выступления в Национальном собрании Греции имели огромный успех.
Дважды был избран депутатом парламента на греческих парламентских выборах с партией Кумундуроса (1865 и 1868), но от поста министра отказался.
Валаоритис был пламенным греческим патриотом, считавшим, что Греческая революция не завершилась, и что следует освободить другие греческие земли — в первую очередь Эпир, Крит, Фессалию и Македонию.

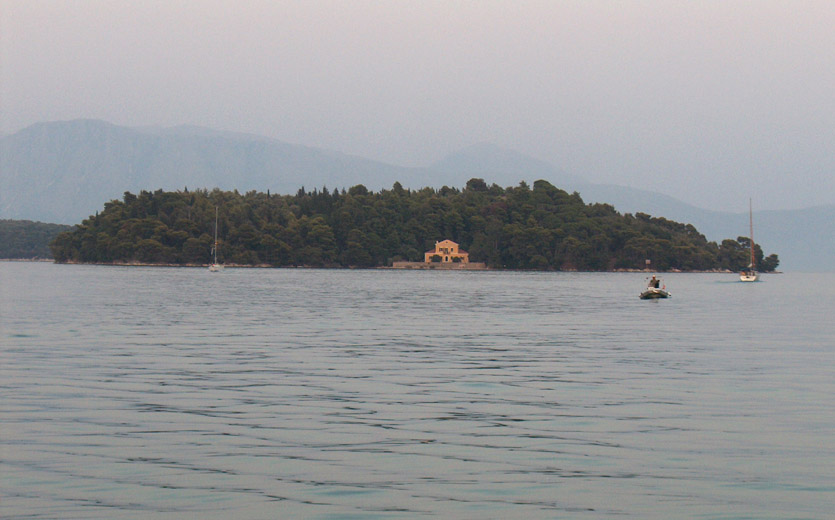
Остров Мадури, принадлежащий семье Валаоритисов

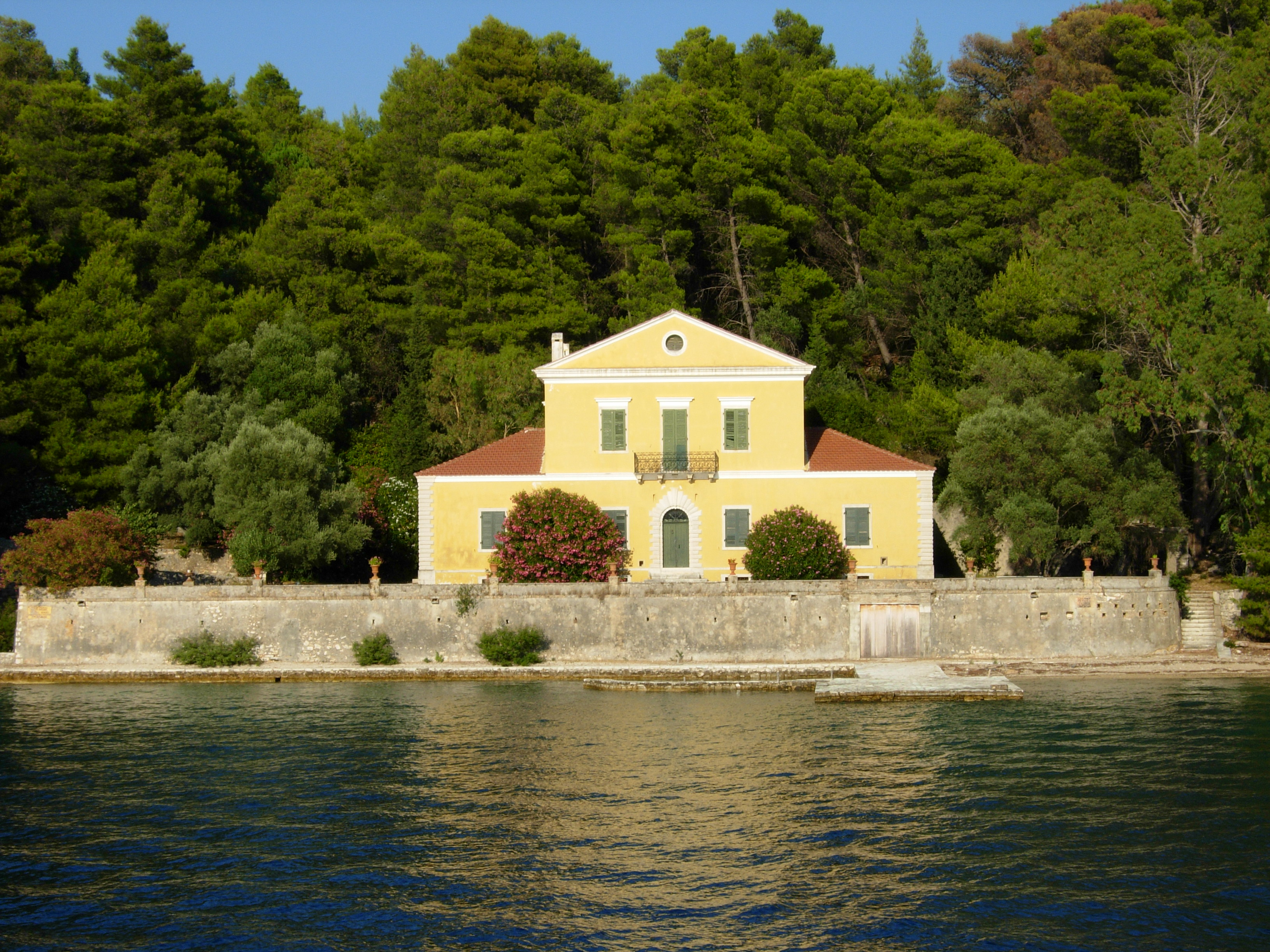
Особняк Валаоритисов на острове Мадури

Разочарованный политикой греческих правительств, оглядывавшихся на Великие державы, и провалом Критского восстания, поэт уединился на своём семейном островке Мадури. Здесь он вновь обратился к героям Греческой революции, клефтам, арматолам, сулиотам и написал поэмы «Афанасий Дьяк» и «Астрапояннос», которые издал в 1867 году.
После приглашения ректора Афинского университета, в 1871 году Валаоритис написал поэму «Статуя благословленного Григория V» (Ο ανδριάς του αοιδίμου Γρηγορίου του Ε) и зачитал большой отрывок из поэмы при открытии памятника перед зданием университета. Это событие считается вехой в языковом вопросе Греции, поскольку поэма была написана на разговорном (димотика) языке и была зачитана перед широкой публикой, чей восторг стал признанием димотики в качестве языка поэзии.
Валаоритис умер на своём островке в 1879 году. Незадолго до своей смерти он написал 3 первых песни поэмы «Фотинос», которая осталась незавершённой. «Фотинос» был включён во второй том его работ изданных, после смерти поэта, в 1891 году.
Греческий поэт Костис Паламас позже писал, что Валаоритис в своих стихах никогда не выражался через «я», но всегда через «мы».
Сын Валаоритиса Иоаннис (1855—1914) стал банкиром. Правнук Нанос Валаоритис (род. 1921) — один из самых известных современных греческих писателей и поэтов.

## Переводчик и журналист
Валаоритис перевёл на греческий небольшое число литературных работ, самыми важными из которых являются «Озеро» Альфонса Ламартина и «Тридцать третья песня Ада» Данте. Его журналистская деятельность носила направленный ирредентистский политический и исторический характер.

## Язык Валаоритиса
Валаоритис глубоко изучил разговорный язык народа и сделал его своим инструментом для передачи своих патриотических и философских идей. В работе Валаоритиса встречаются (сходятся) языковой стиль Семиостровной школы поэзии с стилем Афинской школы. Его поэтические работы написаны на разговорном языке (димотика), однако в своей прозе он использовал консервативный архаический язык (кафаревуса). Эпический характер его работ, а также его патриотическая борьба обеспечили ему почётный титул национального поэта ещё при его жизни. Однако критики разошлись в своих оценках трудов Валаоритиса, которые варьируются от полного признания (Паламас, Роидис, Эммануил, Сикелианос, Ангелос), до полного отрицания (Полилас, Яковос, Панас, Панайотис, Вернардакис, Димитриос).
Сикелианос писал о Валаоритисе в 1943 году:
«Поэт слова находится в постоянном брожении с поэтом действия. Валаоритис не смотрит, как это делают Соломос и Калвос, на почву своей эпохи со стороны, либо с эстетической, либо с независимой этической точки. Валаоритис выходит из почвы своей эпохи, поднимает на своих геракловых плечах весь груз своей эпохи. Он полон земли, камней, грязи… Его строгая догма — более стук мужественного сердца, нежели выражение абстрактной мысли. Его известная фраза „Если я Харон разрушитель, я и Харон созидатель“ кажется многим наивной философией, но в своей глубине это основной и бессмертный вопрос Истории, Природы, Души, Искусства. Вопрос чистого отвоевания контакта — за пределами исторических, естественных, душевных или чувственных смертей — с вечной и живой Тайной Созидания».

## Некоторые из работ

### Поэмы
- «Госпожа Фросини» (Η Κυρά Φροσύνη) (1859)
- «Афанасий Дьяк» (Αθανάσιος Διάκος) (1867)
- «Танасис Ваяс» (Θανάσης Βάγιας) (1867)
- «Астрапояннос» (Αστραπόγιαννος) (1867)
- «Статуя благословленного Григория V» (Ο ανδριάς του αοιδίμου Γρηγορίου του Ε) (1872)
- «Фотинос» (Ο Φωτεινός) (незавершённая)

### Сборники
- Стихотворения (Στιχουργήματα) (1847)
- Мемориалы (Μνημόσυνα) (1857)

### Разное
- Стихи (Ποιήματα) (двухтомник) (1891)
- Работы (Εργα) (1893)
- Жизнь и работы (Βίος και έργα) (трёхтомник) (1907)
- Неизданные стихи (Ποιήματα ανέκδοτα) (1937)
- Полное собрание (Τα άπαντα) (двухтомник) (1968)